# XBIZ
XBIZ este un editor american de business news și informații despre afaceri pentru industria sexului.
Pe lângă site-ul său emblematic "Xbiz.com", XBIZ publică două reviste comerciale lunare, găzduiește iarna și vara expoziții și conferințe industriale, și facilitează crearea de rețele între profesioniști adulți online prin intermediul unui business-to-business (B2B) serviciu de rețea profesional. Reprezentanții companiei XBIZ sunt citați frecvent în articolele mainstream media despre tendințele și practicile de afaceri din industrie.
XBIZ și publicațiile și serviciile sale afiliate sunt operate de Adnet Media, care a fost fondată în 1998 de către veteranul Alec Helmy din industria internetului pentru adulți. Helmy is a founding member of the Association of Sites Advocating Child Protection.

## Stiri si informatii despre produse
- XBIZ Awards – show de premii business-to-business din industria divertismentului pentru adulți, care onorează și recunoaște excelența în afaceri și realizările remarcabile de către profesioniștii din industrie, companii și artiști interpreți. Format:Citație necesară
- XBIZ Digital Edition - XBIZ Digital prezintă ediții digitale ale revistelor de afaceri XBIZ World Magazine și XBIZ Premiere Magazine, oferind  online sau versiuni descărcabile pentru vizualizarea  offline.
- XBIZ Forum - un forum de afaceri de trei zile și rețea eveniment pentru profesioniștii din industrie, desfășurat la Hard Rock Hotel and Casino din Paradise, Nevada.
- Conferința XBIZ LA - expoziția anuală seminar de afaceri și expoziția comercială din industria divertismentului pentru adulți, cu seminare, ateliere de lucru, adrese principale și evenimente de rețea în industrie.
- XBIZ Newswire - o industrie pentru adulți newswire și serviciul RSS [11][12]
- XBIZ Premiere Magazine  (anterior  XBIZ Video ) - o revistă comercială pentru sectorul retail din industria divertismentului pentru adulți, care raportează despre știrile și evoluțiile din industria gay, retail, jucării sexuale și video, sectoare ale industriei divertismentului pentru adulți.[13]
- XBIZ Research - un program de cercetare de piață pentru industria de divertisment pentru adulți
- XBIZ World Magazine- o revistă comercială pentru sectorul mass-media digitală al industriei pentru adulți, care conține știri și tehnologie, articole, analize de piață, rapoarte de tendințe și interviuri online.
- XBIZ.com – stiri si o resursă de afaceri pentru industria pentru adulți portalul întreprinderii, care conține știri principale, articole despre caracteristici, listări de evenimente, bloguri, panouri de mesaje, servicii de afaceri și un director de companii cuprinzător din industria divertismentului pentru adulți.ref>„Reports: Sex.com appeals, sells for $12M”. USA Today. 24 ianuarie 2006. Accesat în 21 ianuarie 2010.</ref>
- XBIZ.net - un serviciu de rețea profesionist din industria divertismentului pentru adulți, care conectează profesioniștii din industria divertismentului pentru adulți cu noi oportunități de afaceri.

## Premiile XBIZ

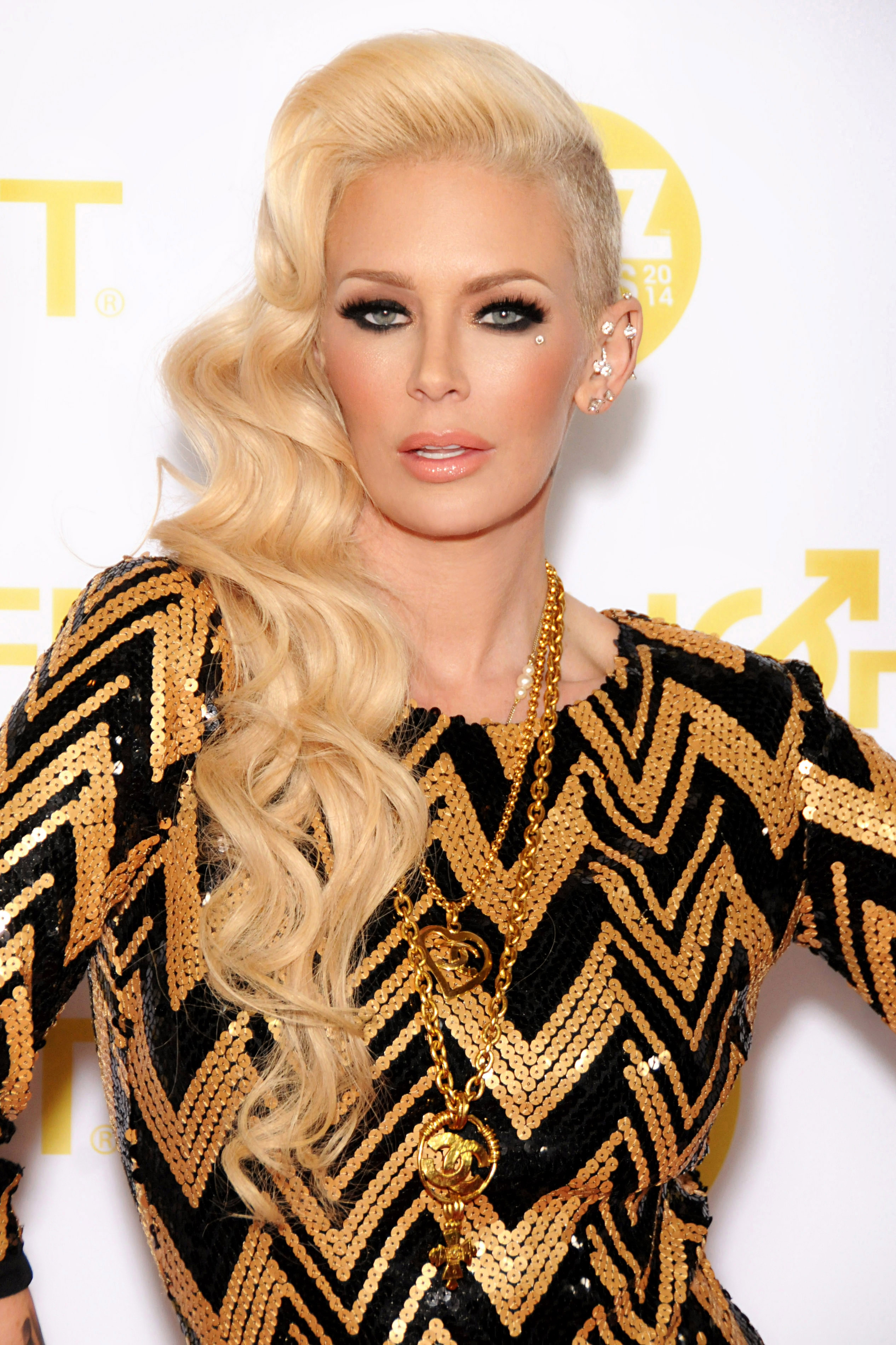
Jenna Jameson XBIZ Awards Show 2014

XBIZ acordă premii anuale din industria divertismentului pentru adulți.

## References
1. ↑  „ASACP Advisory Council biographies”. Association of Sites Advocating Child Protection (ASACP). Accesat în 21 ianuarie 2010.
2. ↑  „Does sex still sell? Adult industry not immune to recession”. CNN. 6 octombrie 2009. Accesat în 27 ianuarie 2010.
3. ↑  „Hard Times for the Porn Industry?”. Newsweek and MSNBC. Arhivat din original la 1 octombrie 2007. Accesat în 21 ianuarie 2010.
4. ↑  Curiel, Jonathan (4 martie 2007). „NEWSPAPERS TURN TO SEX AND CELEBS”. San Francisco Chronicle. Accesat în 21 ianuarie 2010.
5. ↑  „Free Porn Threatens Adult Film Industry”. ABC News. Accesat în 21 ianuarie 2010.
6. ↑  „Penthouse Goes Upscale in March, But Can Anyone Beat the Internet?”. The New York Observer. Arhivat din original la 17 octombrie 2007. Accesat în 21 ianuarie 2010.
7. ↑  „Pornography a hot topic this week”. Morning Sentinel. Arhivat din original la 2 martie 2009. Accesat în 21 ianuarie 2010.
8. ↑  „Have YouTube & The Economy Created Problems For Porn?”. The Root (Washington Post Newsweek Interactive). Arhivat din original la 12 ianuarie 2010. Accesat în 21 ianuarie 2010.
9. ↑  „B1Events Attends XBIZ Summer Forum”. Adult Webmasters Online. Arhivat din original la 20 februarie 2010. Accesat în 21 ianuarie 2010.
10. ↑  „What is ASACP?”. Association of Sites Advocating Child Protection. Accesat în 27 ianuarie 2010.
11. ↑  „Sexting' Between Minors Is Not Child Porn, Walters Says”. Xbiz Newswire. Accesat în 21 ianuarie 2010.[nefuncțională]
12. ↑  „Morality in Media Takes Another Swing at Online Adult Biz”. Xbiz Newswire. Arhivat din original la 23 ianuarie 2010. Accesat în 21 ianuarie 2010.
13. ↑  „XBIZ, the Hard Rock and Tera Patrick”. Los Angeles Times. 11 iulie 2008. Arhivat din original la 13 iulie 2011. Accesat în 8 aprilie 2013.

## External links
- XBIZ.com Website